# Тонкошкур, Василий Антонович
Василий Антонович Тонкошкур (укр. Василь Антонович Тонкошкур, 8 апреля 1924 года, Карапыши (сегодня — Мироновский район Киевской области), УССР, СССР — 5 марта 2006 года, Киев, Украина) — советский общественный и партийный деятель, член ЦК КПУ, первый секретарь Мироновского райкома Компартии Украины, Киевская область. Герой Социалистического Труда (1971).

## Биография
Работал первым секретарём Мироновского райкома КПУ. Занимался развитием сельского хозяйства в Мироновском районе. Указом Президиума Верховного Совета СССР от 8 апреля 1871 года «за выдающиеся успехи, достигнутые в развитии сельскохозяйственного производства и выполнении пятилетнего плана продажи государству продуктов земледелия и животноводства» удостоен звания Героя Социалистического Труда с вручением ордена Ленина и золотой медали «Серп и Молот».
В 1966 году был делегатом XXIII съезда КПСС. 20 марта 1976 года был избран членом ЦК КПУ.
Был депутатом Верховного Совета УССР 7 и 8 Созывов (1967—1975).
Скончался 5 марта 2006 года и был похоронен в Киеве на Берковецком кладбище (участок № 86).

## Награды
- Герой Социалистического Труда (1971)
- Орден Октябрьской Революции
- Орден «Знак Почёта»
- Орден Славы III степени
- Орден Отечественной войны II степени